# ヨンシンネ駅
ヨンシンネ駅（ヨンシンネえき）は、大韓民国ソウル特別市恩平区仏光洞・葛峴洞・大棗洞にあるソウル交通公社の駅。

## 利用可能な鉄道路線
ソウル交通公社
 3号線 - 駅番号は321
 6号線 - 駅番号は614
首都圏広域急行鉄道
 A路線 - 駅番号はX105

## 駅構造

### ソウル交通公社
ソウル交通公社発足以前は駅全体をソウルメトロ（3号線）が管理していた。改札階は地下1階にあり、ソウルメトロとソウル特別市都市鉄道公社（6号線）が改札口を共用し、ソウルメトロの改札を使用していた。改札口は全部で5ヶ所ある。出入口は1番から7番までの計7ヶ所ある。
3号線のホーム階は地下2階にあり、島式ホーム1面2線を有している。保安用にホームドアシステム（フルスクリーンタイプ）を装備する。6号線に乗り換える場合はホーム中程にある階段（2ヶ所）を利用して改札階を経由する必要がある。
6号線のホーム階は地下5階にあり、単式ホーム1面1線を有しており、電車の進行方向右側のドアが開く。電車は全て鷹岩・孔徳駅方面駅へ進む。保安用にホームドアシステム（フルスクリーンタイプ）を装備する。ホーム階-改札階間にはエレベーターもある。3号線に乗り換える場合は改札階を経由する必要がある。

### のりば
案内上ののりば番号は設定されていない。
| ホーム             | 路線               | 行先                                    |                    |
| 3号線ホーム（B2F） | 3号線ホーム（B2F） | 3号線ホーム（B2F）                      | 3号線ホーム（B2F） |
| ------------------ | ------------------ | --------------------------------------- | ------------------ |
| 上り               | 3号線              | 旧把撥・花井・大谷・大化方面            |                    |
| 下り               | 3号線              | 鍾路3街・高速ターミナル・水西・梧琴方面 |                    |
| 6号線ホーム（B5F） |                    |                                         |                    |
| 循環               | 6号線              | 鷹岩・孔徳・東廟前・新内方面            |                    |

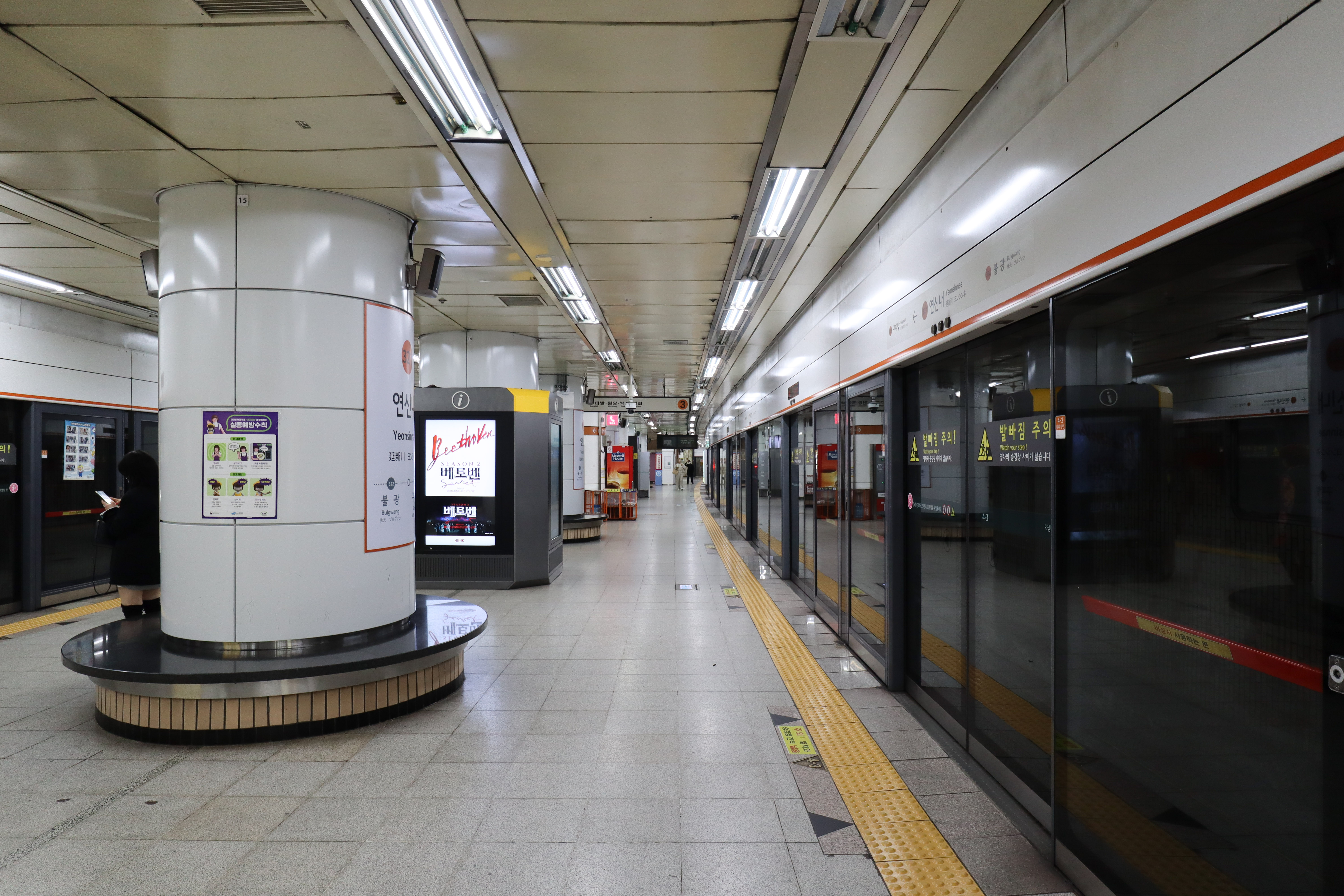
3号線ホーム（2023年4月）

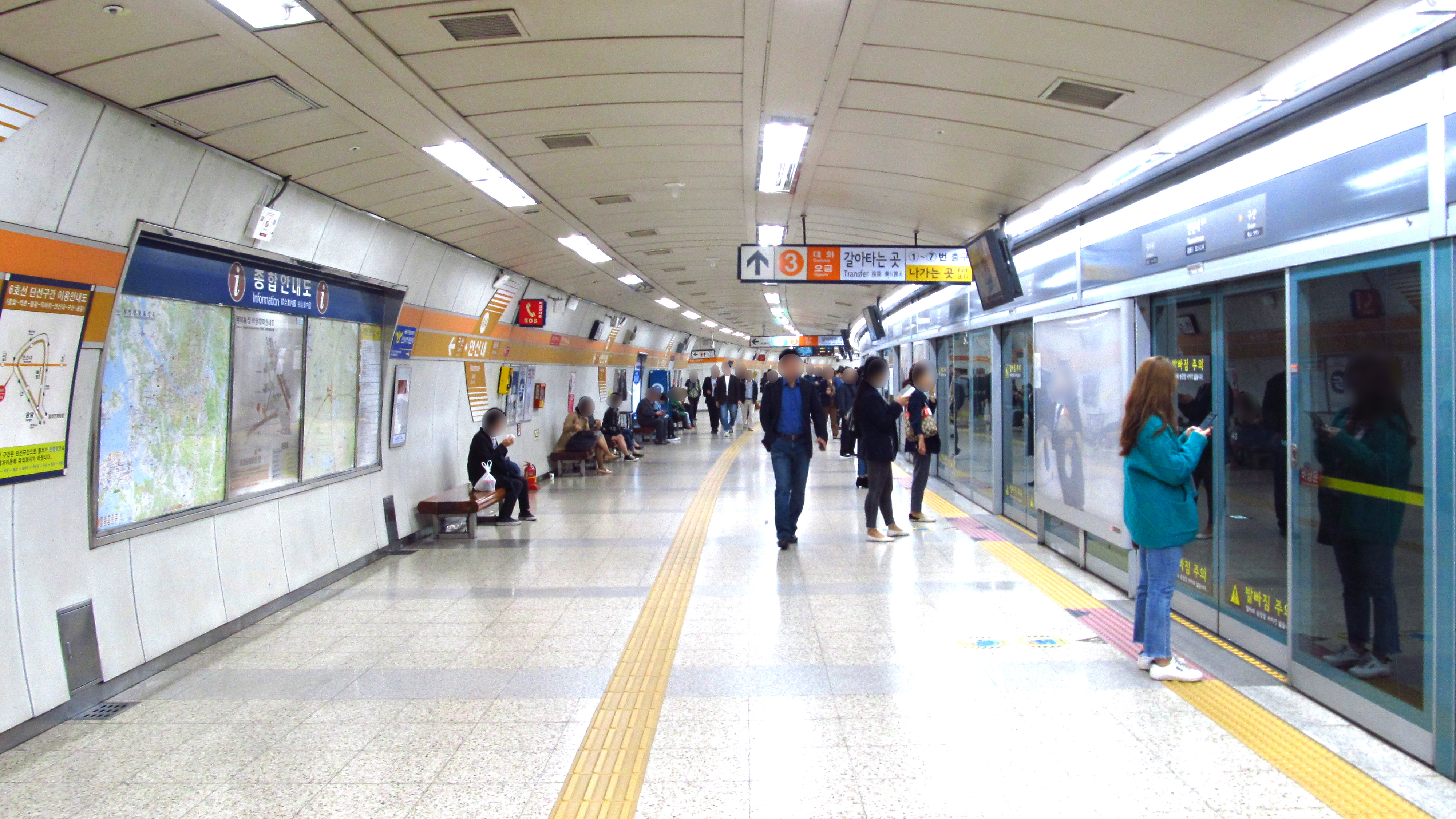
6号線ホーム（2019年10月）

### 首都圏広域急行鉄道A路線
相対式ホーム1面2線であり、ホームドアが設置されている。
大深度地下を走行しておりホームが地下深くに設置されていることから、ホームからコンコースへと至る高速エレベーターが設置されている。
| 上り | 首都圏広域急行鉄道A路線 | ソウル方面         |
| 下り | 首都圏広域急行鉄道A路線 | 大谷・雲井中央方面 |

## 歴史
- 1985年7月12日 - ソウル特別市地下鉄公社（当時）3号線の駅として開業。
- 2000年12月15日 - ソウル特別市都市鉄道公社（当時）6号線の駅が開業。
- 2005年1月1日 - ソウル特別市地下鉄公社がソウルメトロに改称。
- 2017年5月31日 - ソウルメトロとソウル特別市都市鉄道公社が統合され、ソウル交通公社の駅となる。
- 2024年12月28日：首都圏広域急行鉄道A路線開業[2]。

### 駅名の由来
「ヨンシンネ（연신내）」の由来は仏光川の別名である「延曙川（ヨンソチョン、연서천）」を固有語に置き換えたものである。地名の由来となった延曙川とは李氏朝鮮時代に発生したクーデター事件である仁祖反正の際、居士と一緒に行動することとなった李曙が待ち合わせ場所とした当地に遅れて到着したことから「延びた李曙」とからかった事に由来するという。
2000年の6号線開業時からしばらくは、駅名標に「延新内（延新內）」と漢字が表記されていたが、これは当て字であり本来「ヨンシンネ」に漢字表記は存在しないため、2001年に削除された。なお、この駅の中国語での表記は「延新川」となっている。

## 利用状況
かつて両線ともにソウルメトロ（3号線）の改札を使用していたため、2009年までの乗車人員はすべて3号線として出ていた。しかし、利用状況の把握のために2010年からソウル特別市都市鉄道公社（6号線）の乗車人員も集計するようにした。ただし、管理はソウルメトロの委託であったため、当駅によるソウル特別市都市鉄道公社の収入は0であった。
近年の1日平均利用人員推移は下記のとおり。
| 路線          | 路線     | 2000年 | 2001年 | 2002年 | 2003年 | 2004年 | 2005年 | 2006年 | 2007年 | 2008年 | 2009年 | 出典  |
| ------------- | -------- | ------ | ------ | ------ | ------ | ------ | ------ | ------ | ------ | ------ | ------ | ----- |
| 3号線 · 6号線 | 乗車人員 | 31,169 | 33,700 | 35,119 | 35,719 | 36,864 | 37,006 | 36,763 | 36,761 | 37,022 | 38,887 | [ 4 ] |
| 3号線 · 6号線 | 降車人員 | 28,348 | 29,391 | 31,144 | 31,814 | 33,302 | 33,673 | 33,248 | 33,053 | 33,302 | 34,355 | [ 4 ] |
| 3号線 · 6号線 | 乗降人員 | 59,518 | 63,091 | 66,263 | 67,533 | 70,166 | 70,679 | 70,011 | 69,814 | 70,324 | 73,242 | [ 4 ] |
| 路線          | 路線     | 2010年 | 2011年 | 2012年 | 2013年 | 2014年 | 2015年 |        |        |        |        |       |
| 3号線         | 乗車人員 | 39,079 | 40,042 | 40,998 | 41,497 | 42,225 | 42,215 |        |        |        |        |       |
| 3号線         | 降車人員 | 35,454 | 36,970 | 38,281 | 38,903 | 39,541 | 39,682 |        |        |        |        |       |
| 3号線         | 乗降人員 | 74,533 | 77,012 | 79,279 | 80,399 | 81,765 | 81,898 |        |        |        |        |       |
| 6号線         | 乗車人員 | 11,803 | 12,029 | 12,367 | 12,499 | 12,713 | 12,329 |        |        |        |        |       |
| 6号線         | 降車人員 | 10,741 | 11,145 | 11,608 | 11,764 | 11,946 | 11,633 |        |        |        |        |       |
| 6号線         | 乗降人員 | 22,543 | 23,173 | 23,975 | 24,263 | 24,659 | 23,962 |        |        |        |        |       |

## 駅周辺
- 葛峴中央市場
- ソウル葛峴初等学校（朝鮮語版）
- 大成高等学校（朝鮮語版）
- 大成中学校（朝鮮語版）
- 大棗初等学校
- 東明女子高等学校（朝鮮語版）
- 東明女子情報産業高等学校（朝鮮語版）
- 韓国放送通信大学校 西部別館
- 仏光中学校（朝鮮語版）
- 善一女子高等学校（朝鮮語版）
- 善一初等学校（朝鮮語版）
- 世明コンピューター高等学校（朝鮮語版）
- 延光初等学校
- 延西市場
- ヨンシンネファッションロデ通り － ファッションブティック、飲食店が立ち並ぶ繁華街。
- 延新中学校
- 延新初等学校
- 延川中学校
- ソウル延川初等学校（朝鮮語版）
- 恩平警察署
- 恩平雇用安全センター
- 恩平区立図書館
- 恩恵初等学校
- 青丘聖心病院（朝鮮語版）
- KB国民銀行 ヨンシンネ支店

## 隣の駅
ソウル交通公社
 3号線
旧把撥駅 (320) - ヨンシンネ駅 (321) - 仏光駅 (322)
 6号線
トクパウィ駅 (613) → ヨンシンネ駅 (614) → 亀山駅 (615)
首都圏広域急行鉄道
 A路線
大谷駅 (X103) - ヨンシンネ駅 (X105) - ソウル駅 (X106)